# Château Citran
Château Citran – posiadłość winiarska z zamkiem z XIII wieku. Obecny zamek został przebudowany w latach 1861-1864 przez architekta Pierre-Charlesa Bruna na miejscu średniowiecznego zamku otoczonego fosą. Zamek znajduje się w regionie winiarskim Bordeaux, w gminie Avensan we francuskim regionie Żyronda.

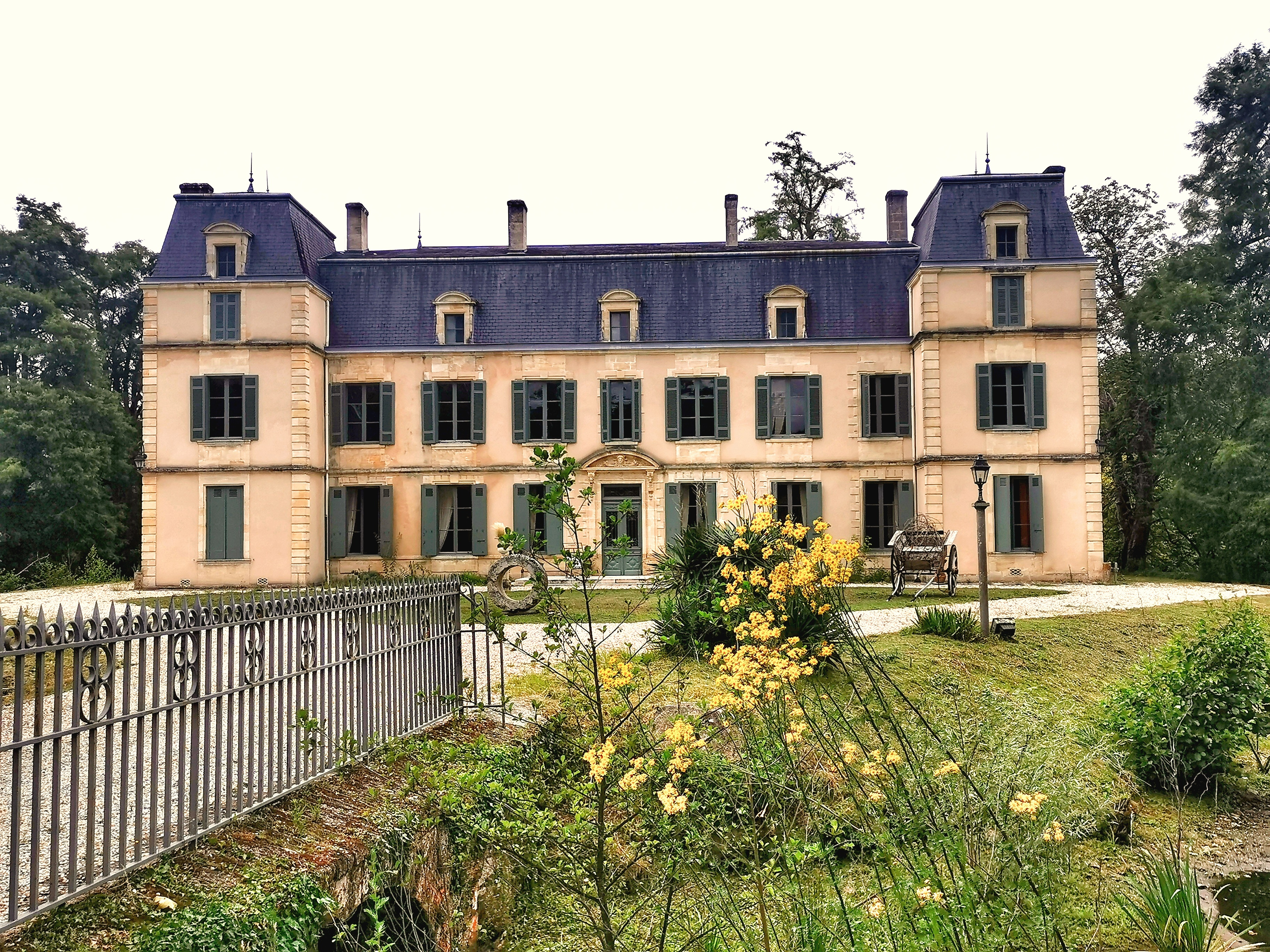
Chateau Citran – widok od frontu

## Historia
Citran jest jedną z najstarszych posiadłości ziemskich w Medoc. Historia Château Citran zaczyna się na początku XII wieku, gdy w 1122 roku rodzina Donissan zbudowała fortecę. Sama nazwa Citran pojawiła się już w 1235 roku. Rodzina Donissan dzierżyła tytuł i ziemię przez sześć wieków. Od XIX wieku rezydencja przechodziła z rąk do rąk.
W 1832 nieruchomość została odkupiona przez rodzinę Clauzel, a w 1945 roku przez braci Miailhe. W 1986 roku pałac został sprzedany japońskiemu koncernowi Société Touko Haus z holdingu Fujimoto, który zainwestował w winnicę i urządzenia produkcyjne, natomiast w 1997 nieruchomość przejęła francuska Grupa Taillan pod zarządem Denisa Merlaut'a syna Jacques'a Merlaut'a. W 2005 produkcją zarządzała Céline Villars wnuczka Jacques'a Merlaut'a..  Od 2020 zarządem zajmuje się Sophia Sanchez.

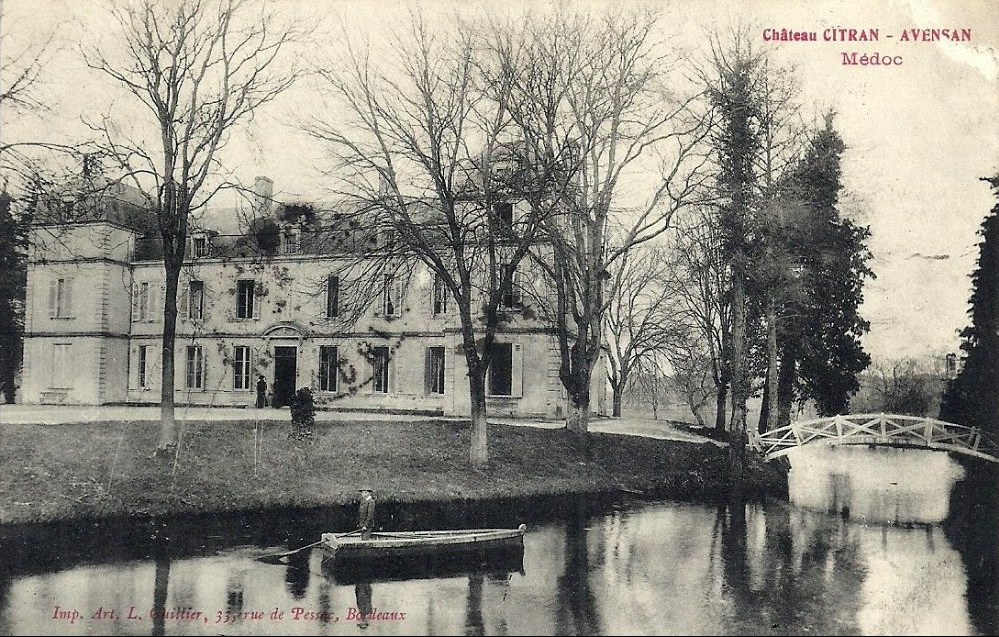
Chateau Citran początek 19 w.

## Winnice
Winnica Citran jest podzielone na dwie części. Jedna działka znajduje się na zachód od gminy Margaux i jest bardzo blisko zamku. Druga znajduje się w pobliżu miasta Avensan, w samym sercu apelacji Haut-Médoc. Terroir jest żwirowe, na 90 ha uprawiane jest 58% cabernet sauvignon, a reszta to merlot, gdzie średnia wieku krzewów (ok. 2020) to 25 lat. W takich samych proporcjach jest wytwarzane wino.
Wina produkowane przez winnice to Grand Vin Chateau Citran oraz drugie wino Moulins de Citran. Główne wino jest starzone w drewnianych beczkach z udziałem młodego drewna przez 12 do 14 miesięcy. Chateau zostało wpisane do oficjalnej klasyfikacji Crus Bourgeois du Médoc w 2003 roku jako Cru Bourgeois Supérieur du Haut-Médoc.